# Бірки (Яворівський район)
Бі́рки — село в Україні, у Яворівському районі Львівської області. Орган місцевого самоврядування — Івано-Франківська селищна рада.
Кількість домогосподарств — 879.
Установи та заклади с. Бірки: ЗЗСО І — ІІІ ступенів ім. Тараса Шевченка, Бірківська сільська лікувальна амбулаторія, приватна лікарня «Богдан», приватна нотаріальна контора.
З усіх сіл Яворівського району Бірки — найвіддаленіше від районного центру, але найближче до обласного (до центру Львова — 12 км).
Село лежить на Головному європейському вододілі, серед мальовничих, заліснених пагорбів Розточчя. Північна околиця села прилягає до лісового заказника «Гряда».

## Історія
Перша згадка про село Бірки датується 28 серпня 1458 року. У земельному акті 1887 року записано: «Знатна Катерина з Монастириськ продає під заставу у 14 гривень село Бірки, що засвідчує возний Миколай».

У Йосифінській (1785—1788) та Францисканській (1819—1920) метриках подаються перелік господарів села із заначенням їхніх городів, полів, лук і аналізується родючість земель.

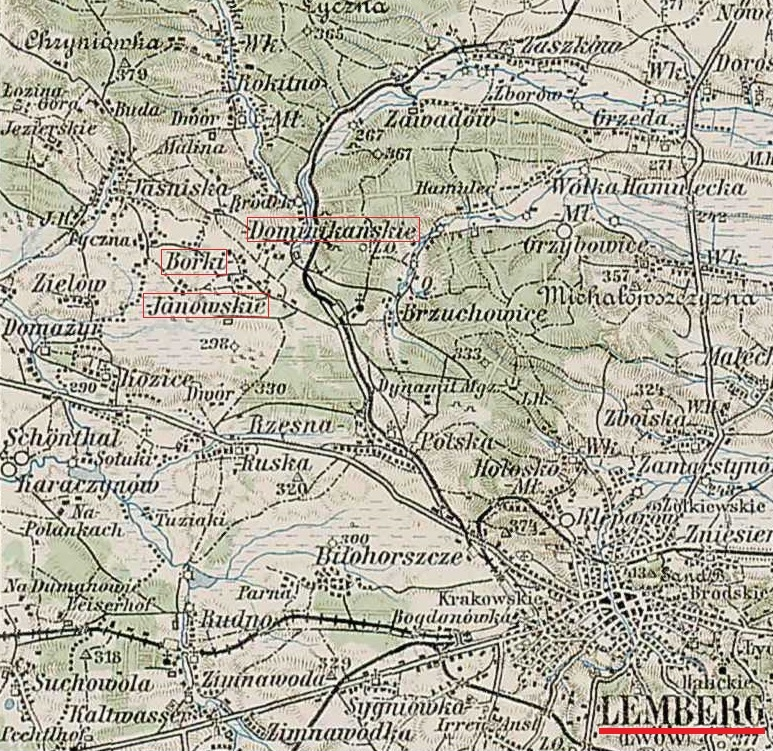
Бірки Домініканські та Бірки Яновські на карті 1910 року.

На території села поселилися монахи домініканського ордену, що дало йому давню назву — Бірки Домініканські.
Греко-католицька парафія с. Бірки Домініканські належала до церкви села Рокитно. Станом на 1844 рік парохом у церкві с. Рокитно був Григорій Духдалович, народжений у 1774 році, рукоположений у 1801 році. Патроном був Фелікс Воронський. Кількість греко-католиків на той час у Бірках — 316 осіб. Станом на 1855 рік парохом був Кароль Раставецький (1820—1845). Греко-католиків було 194.
1861 року в Рокитному був збудований Собор Пресвятої Богородиці. Першим його парохом став о. Іван Адам.
Згідно опису зазначеному у Географічному словнику Королівства Польського 1880 року — із заходу, сходу і півночі охоплює це село ліс, який тягнеться від Львова до Жовкви. У власності поміщиків було: орної землі 227 моргів, лук і городів — 9, пасовиська — 8, лісу — 225. У власності селян було: орної землі — 257, лук і городів — 100, пасовиськ — 44, лісу — 30 моргів. Населення римо-католиків — 44, греко-католиків — 169 , євреїв — 15, разом 228. Земля, поля і луки, ліси також належали у цій місцевості ордену оо. Домініканів у Львові. [Архівовано 9 жовтня 2017 у Wayback Machine.]
Станом на 1931—1932 рр. греко-католицька громада с. Бірки Домініканські стала належати парафії с. Рокитно та становила 240 осіб.
Бірки Домініканські (з Ясничим) межували з Бірками Янівськими.
Бірки Янівські — станом на 1880 рік окреме село, яке входило до Городоцького повіту та було розсипане серед лісу (включало в себе Діброву, Кінець, Сухоліс і Тичну), розташоване в пісках та болотах на схід від Янова. У власності поміщика Мар'яна Маліцкі (Maryan Malicki) було: орної землі — 33 морги, лук і городів — 360, пасовиськ — 59. У власності селян було: орної землі — 328, лук і городів — 624, пасовиськ — 317, лісу — 18 моргів. Населення римо-католиків — 25 (відносились до парафії в Янові), греко-католиків (відносились до парафії в Ясниськах) — 1328, євреїв — 20, разом 1373.
У 1886 році через Бірки прокладено залізницю Львів — Рава-Руська, якою досі їздять пасажирські й товарні поїзди.
У радянській час на території села Бірки розміщувалась бригада № 5 колгоспу «Іскра», центральна садиба якого знаходиться у с. Ясниська. Населення села тоді становило 908 осіб. До Бірківської сільської ради відносились населені пункти Діброва, Іванобірківка, Рокитне.

## Відомі люди
- Діжак Роман — лицар Золотого хреста бойової заслуги УПА 2 класу.

## Економіка
- Медичний центр «БОГДАН».

В цей медичний центр і досі їздять підліковуватись, відпочивати і підтримувати хорошой стан здоров'я тисячі людей. Раніше тут зупинялися автобуси 86-го маршруту, що наразі не курсує.

## Галерея

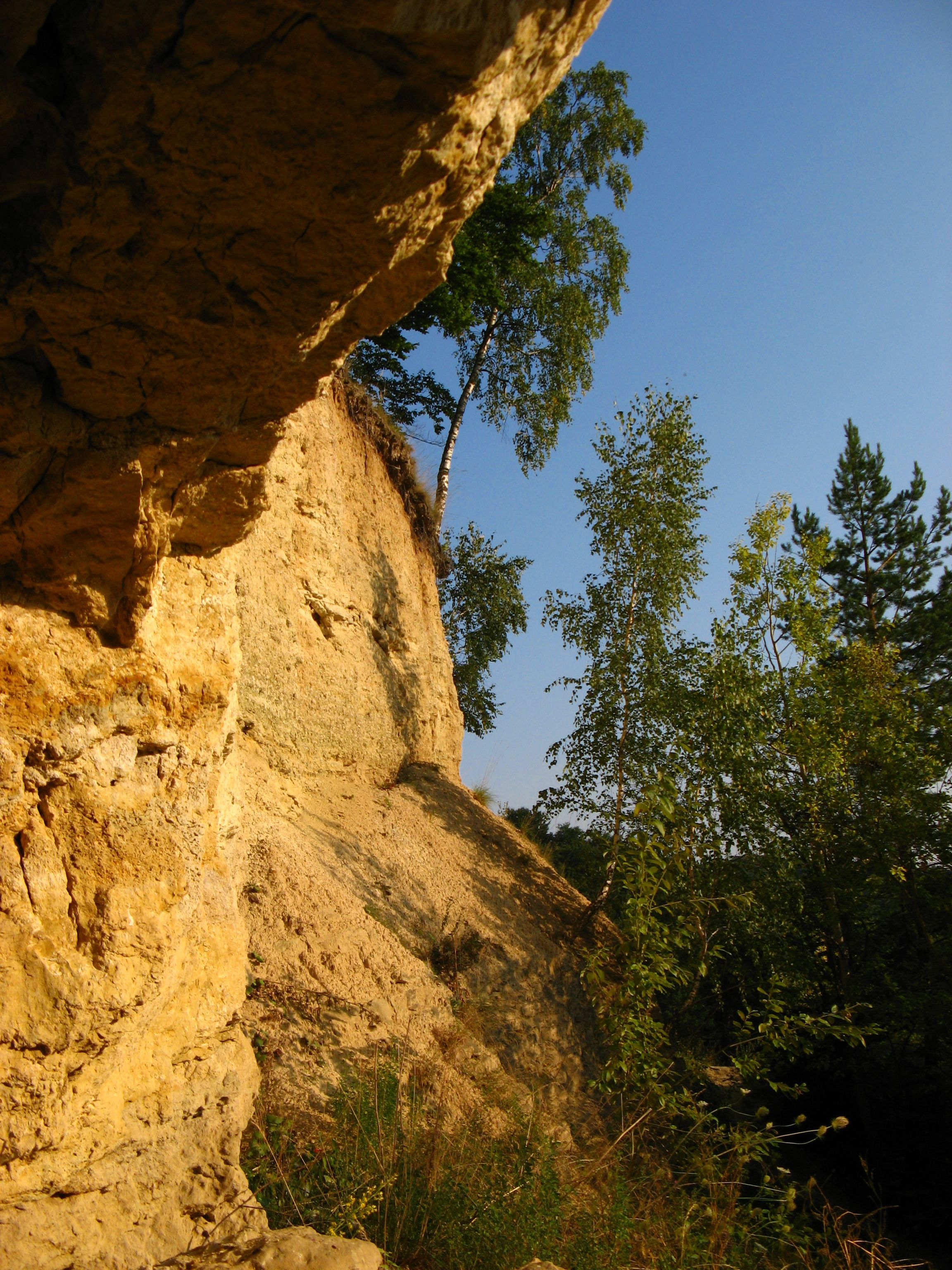
Скелясті урвища в заказнику «Гряда»
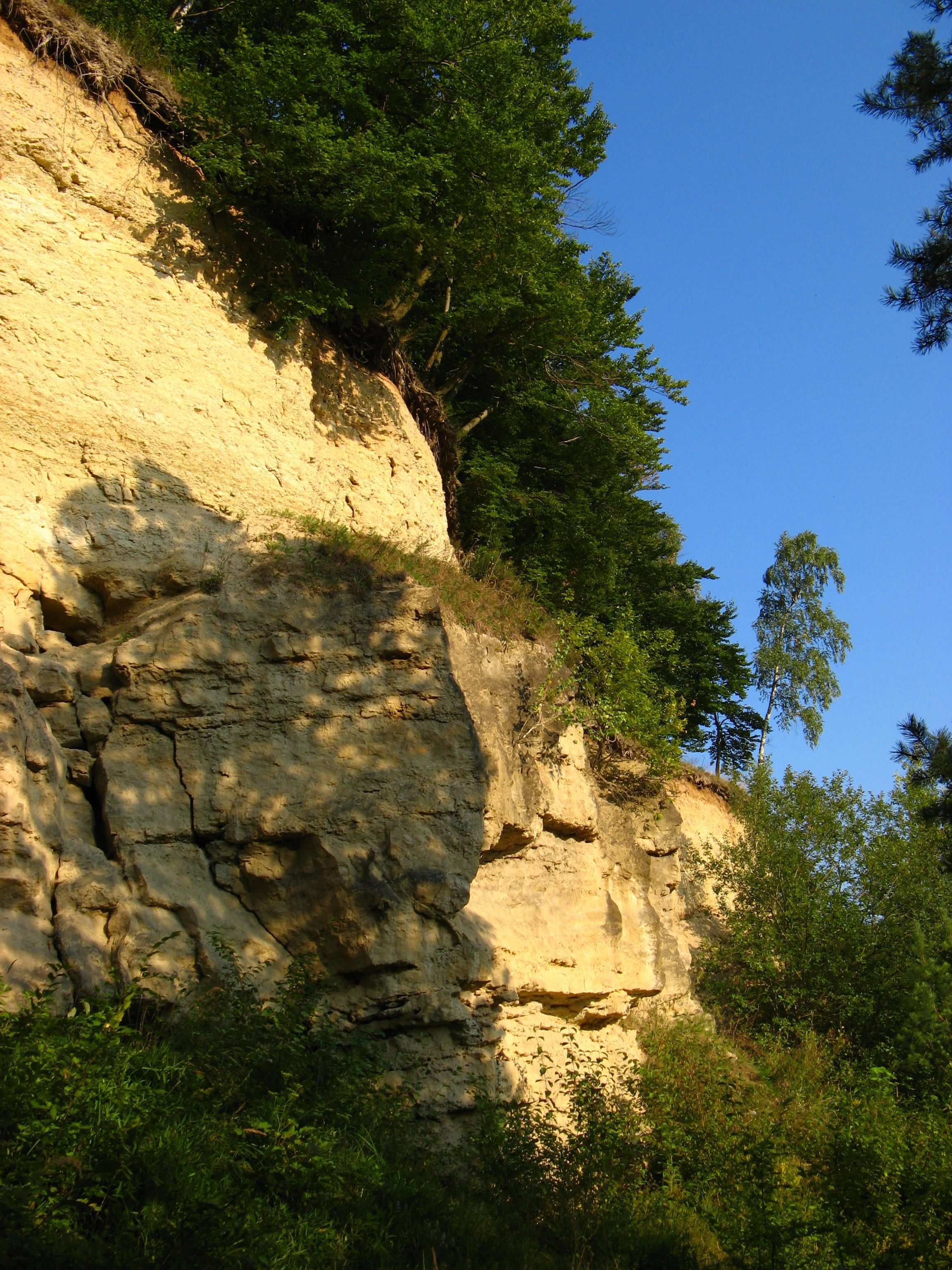
Скелі
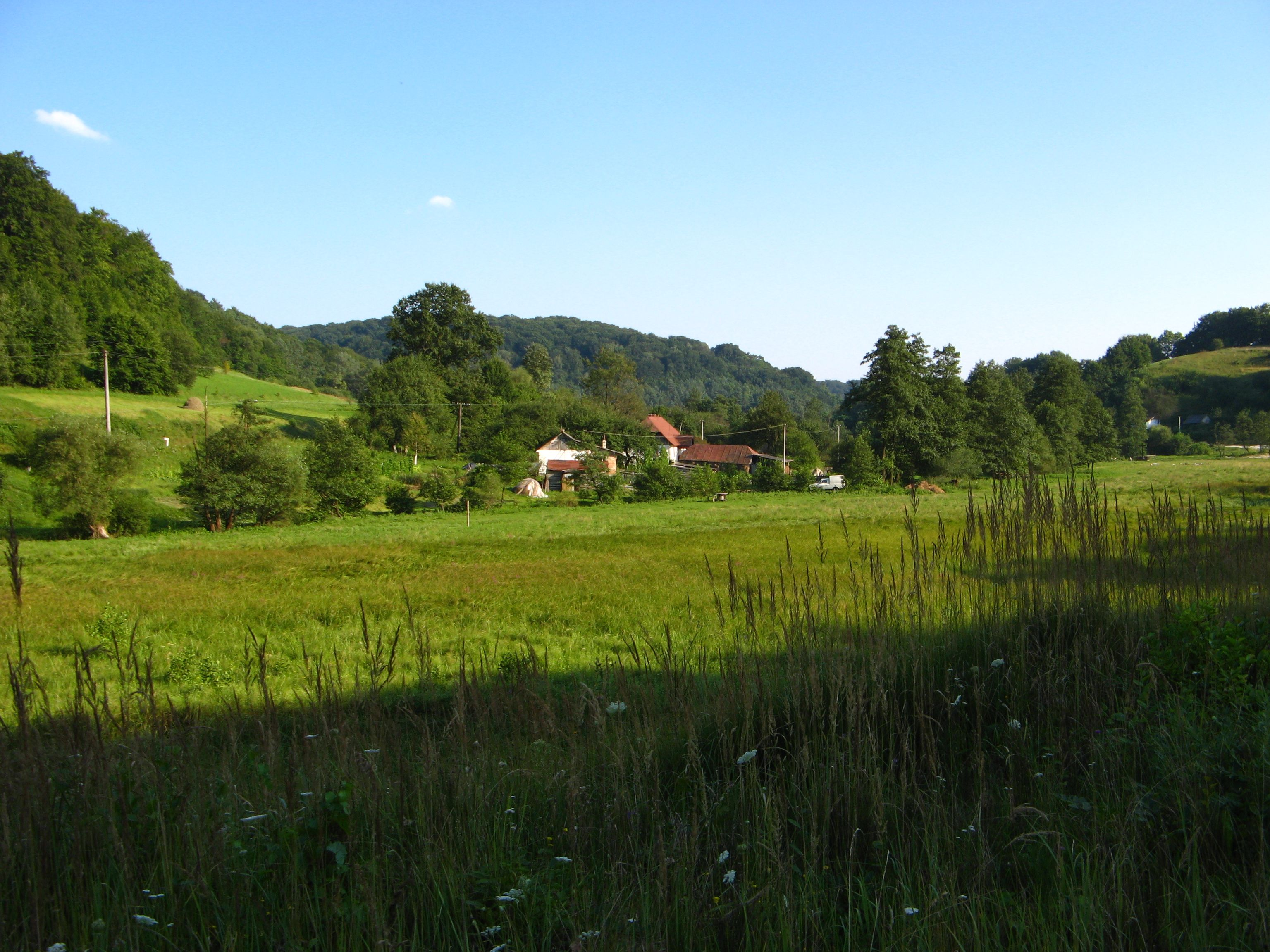
На північній околиці
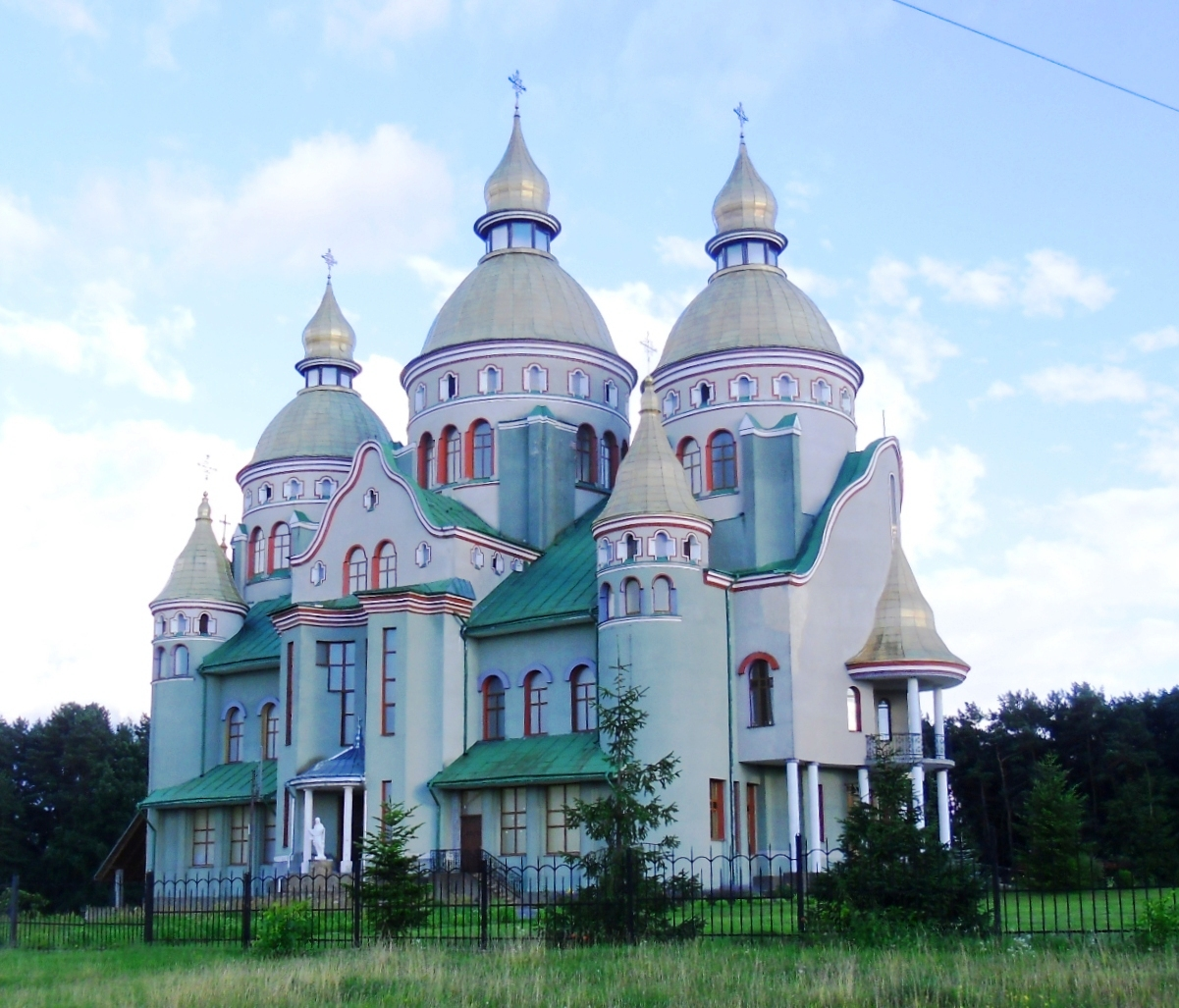
Церква Святих Рівноапостольних Володимира і Ольги (УГКЦ)
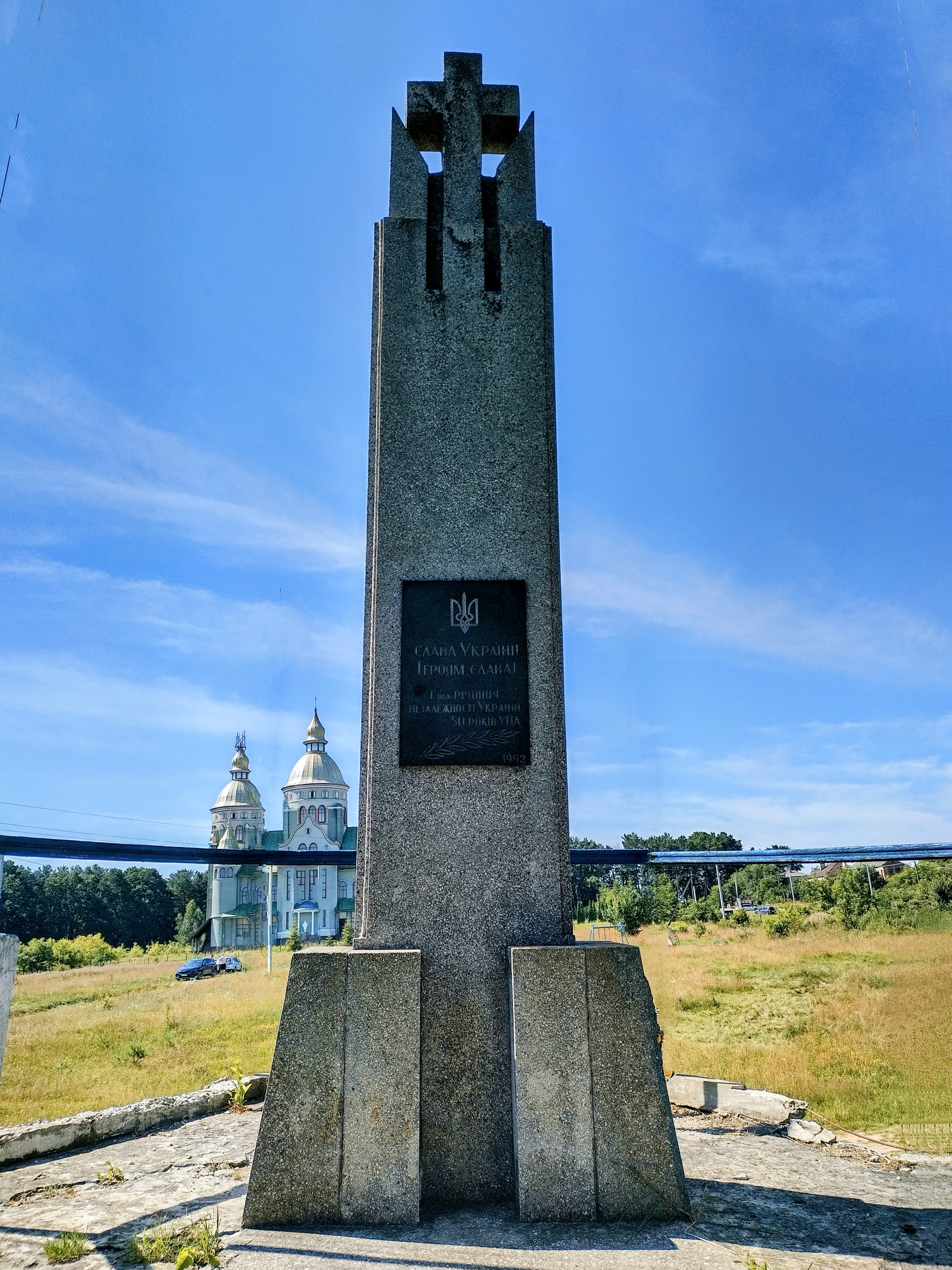
Меморіал "1-ша річниця Незалежності України і 50 років УПА"